# Faremoutiers
Faremoutiers és un municipi francès, situat al departament de Sena i Marne i a la regió de Illa de França. L'any 2007 tenia 2.402 habitants.
Forma part del cantó de Fontenay-Trésigny, del districte de Meaux i de la Comunitat de comunes del Pays de Coulommiers.

## Demografia

### Població
El 2007 la població de fet de Faremoutiers era de 2.402 persones. Hi havia 892 famílies, de les quals 224 eren unipersonals (76 homes vivint sols i 148 dones vivint soles), 236 parelles sense fills, 368 parelles amb fills i 64 famílies monoparentals amb fills.
La població ha evolucionat segons el següent gràfic:
Habitants censats

### Habitatges
El 2007 hi havia 1.024 habitatges, 906 eren l'habitatge principal de la família, 35 eren segones residències i 83 estaven desocupats. 863 eren cases i 151 eren apartaments. Dels 906 habitatges principals, 711 estaven ocupats pels seus propietaris, 177 estaven llogats i ocupats pels llogaters i 18 estaven cedits a títol gratuït; 38 tenien una cambra, 76 en tenien dues, 154 en tenien tres, 207 en tenien quatre i 431 en tenien cinc o més. 687 habitatges disposaven pel capbaix d'una plaça de pàrquing. A 416 habitatges hi havia un automòbil i a 400 n'hi havia dos o més.

### Piràmide de població
La piràmide de població per edats i sexe el 2009 era:
| Homes | Edats   | Dones |
| ----- | ------- | ----- |
| 4     | 95 o +  | 4     |
| 8     | 90 a 94 | 12    |
| 4     | 85 a 89 | 4     |
| 12    | 80 a 84 | 12    |
| 28    | 75 a 79 | 52    |
| 12    | 70 a 74 | 52    |
| 40    | 65 a 69 | 32    |
| 48    | 60 a 64 | 36    |
| 60    | 55 a 59 | 48    |
| 64    | 50 a 54 | 68    |
| 104   | 45 a 49 | 68    |
| 108   | 40 a 44 | 116   |
| 104   | 35 a 39 | 124   |
| 92    | 30 a 34 | 88    |
| 60    | 25 a 29 | 60    |
| 44    | 20 a 24 | 60    |
| 72    | 15 a 19 | 60    |
| 132   | 10 a 14 | 96    |
| 84    | 5 a 9   | 80    |
| 68    | 0 a 4   | 64    |

## Economia
El 2007 la població en edat de treballar era de 1.604 persones, 1.231 eren actives i 373 eren inactives. De les 1.231 persones actives 1.137 estaven ocupades (622 homes i 515 dones) i 94 estaven aturades (45 homes i 49 dones). De les 373 persones inactives 107 estaven jubilades, 136 estaven estudiant i 130 estaven classificades com a «altres inactius».

### Ingressos
El 2009 a Faremoutiers hi havia 923 unitats fiscals que integraven 2.467,5 persones, la mediana anual d'ingressos fiscals per persona era de 21.465 €.

### Activitats econòmiques
Dels 133 establiments que hi havia el 2007, 2 eren d'empreses extractives, 3 d'empreses alimentàries, 3 d'empreses de fabricació de material elèctric, 6 d'empreses de fabricació d'altres productes industrials, 28 d'empreses de construcció, 32 d'empreses de comerç i reparació d'automòbils, 5 d'empreses de transport, 6 d'empreses d'hostatgeria i restauració, 2 d'empreses d'informació i comunicació, 10 d'empreses financeres, 4 d'empreses immobiliàries, 12 d'empreses de serveis, 15 d'entitats de l'administració pública i 5 d'empreses classificades com a «altres activitats de serveis».
Dels 41 establiments de servei als particulars que hi havia el 2009, 1 era una oficina de correu, 2 oficines bancàries, 5 tallers de reparació d'automòbils i de material agrícola, 1 autoescola, 5 paletes, 5 guixaires pintors, 4 fusteries, 2 lampisteries, 3 electricistes, 3 perruqueries, 1 veterinari, 3 restaurants, 4 agències immobiliàries i 2 salons de bellesa.
Dels 13 establiments comercials que hi havia el 2009, 1 era un hipermercat, 2 botiges de menys de 120 m², 2 fleques, 2 carnisseries, 1 una peixateria, 1 una sabateria, 1 una botiga d'electrodomèstics i 3 floristeries.
L'any 2000 a Faremoutiers hi havia 7 explotacions agrícoles.

## Equipaments sanitaris i escolars
L'únic equipament sanitari que hi havia el 2009 era una farmàcia.
El 2009 hi havia 1 escola maternal i 1 escola elemental. Faremoutiers disposava d'un col·legi d'educació secundària amb 626 alumnes.

## Poblacions més properes
El següent diagrama mostra les poblacions més properes.